# 克魯普基
克魯普基（羅馬化：Krupki）是白俄羅斯的城鎮，由明斯克州負責管轄，位於首都明斯克以東65英里，毗鄰莫吉廖夫，海拔高度174米，2009年人口7,900。第二次世界大戰期間，納粹德國在1941年7月至1944年6月佔領該鎮，1800名居民被殺。

## 外部連結
- MSN Map[永久]